# デリック・ホワイト
デリック・ラモン・ホワイト（Derrick Ramon White, 1969年10月12日 - ）は、アメリカ合衆国カリフォルニア州マリン郡サンラフェル出身の元プロ野球選手（外野手）。
阪神タイガースに在籍した2002年には、風貌などがマイク・タイソンに似ていることから、｢トラのタイソン｣というニックネームを付けられていた。2014年からは、東北楽天ゴールデンイーグルスのチーム統括本部スカウト&ディベロップメント部副部長（駐米スカウト）を務める。

## 経歴
1991年のMLBドラフト6巡目でモントリオール・エクスポズに指名されて契約。1993年7月22日の対サンディエゴ・パドレス戦（ジャック・マーフィー・スタジアム）で7番・一塁手で先発出場をしてメジャーデビュー。その後、タイガースやシカゴ・カブス、コロラド・ロッキーズなどを渡り歩き、2000年はシーズン途中で退団したテッド・ウッドの代役として韓国野球委員会（KBO）のロッテ・ジャイアンツで、2001年はメキシカンリーグと独立リーグでプレーした。
2002年2月24日、阪神タイガースの春季キャンプで入団テストを受け、合格し入団。ダウンスイングからの低い弾道のライナー性の打球が特徴で、入団当初は高い打率から4番打者として起用された。ハッスルプレーが売りで、ダイビングキャッチも果敢に行った。
「チームのためならバケツ運びでもする」とまで言ったが、手首痛に悩まされ成績を残すことができず、10月11日に退団が発表された。当時コーチだった田淵幸一は「もう直接教える事はない。後は本人次第で頑張ってもらうだけだから」と戦力外の烙印を押した（ただし、ホワイトが骨折が判明したにもかかわらず、ベンチに入って声を出す姿には田淵も感動し、自身の著書で褒め称えている）。
阪神退団後はメキシカンリーグやアメリカ独立リーグなどでプレーを続け、2006年にはメキシカンリーグのティフアナ・ブルズに所属し、打率.407、19本塁打、73打点の成績で首位打者を獲得した。
2009年限りで現役を引退した。
2010年2月1日、東北楽天ゴールデンイーグルスの駐米スカウトに就任。阪神時代の一軍監督でもある星野仙一が楽天の一軍監督、田淵が一軍のヘッドコーチに就任した2011年以降は、現役時代に築いた幅広い人脈を足掛かりにアンドリュー・ジョーンズ、ケーシー・マギー、ケビン・ユーキリスといった大物メジャーリーガーの獲得を相次いで実現させた。2014年1月1日付で、楽天のチーム統括本部スカウト&ディベロップメント部副部長に就任。

## 詳細情報

### 年度別打撃成績
| 年 度    | 球 団          | 試 合 | 打 席 | 打 数 | 得 点 | 安 打 | 二 塁 打 | 三 塁 打 | 本 塁 打 | 塁 打 | 打 点 | 盗 塁 | 盗 塁 死 | 犠 打 | 犠 飛 | 四 球 | 敬 遠 | 死 球 | 三 振 | 併 殺 打 | 打 率 | 出 塁 率 | 長 打 率 | O P S |
| -------- | -------------- | ----- | ----- | ----- | ----- | ----- | -------- | -------- | -------- | ----- | ----- | ----- | -------- | ----- | ----- | ----- | ----- | ----- | ----- | -------- | ----- | -------- | -------- | ----- |
| 1993     | MON            | 17    | 52    | 49    | 6     | 11    | 3        | 0        | 2        | 20    | 4     | 2     | 0        | 0     | 0     | 2     | 1     | 1     | 12    | 1        | .224  | .269     | .408     | .677  |
| 1995     | DET            | 39    | 48    | 48    | 3     | 9     | 2        | 0        | 0        | 11    | 2     | 1     | 0        | 0     | 0     | 0     | 0     | 0     | 7     | 1        | .188  | .188     | .229     | .417  |
| 1998     | CHC            | 11    | 10    | 10    | 1     | 1     | 0        | 0        | 1        | 4     | 2     | 0     | 0        | 0     | 0     | 0     | 0     | 0     | 5     | 0        | .100  | .100     | .400     | .500  |
| 1998     | COL            | 9     | 9     | 9     | 0     | 0     | 0        | 0        | 0        | 0     | 0     | 0     | 0        | 0     | 0     | 0     | 0     | 0     | 4     | 0        | .000  | .000     | .000     | .000  |
| '98計    | COL            | 20    | 19    | 19    | 1     | 1     | 0        | 0        | 1        | 4     | 2     | 0     | 0        | 0     | 0     | 0     | 0     | 0     | 9     | 0        | .053  | .053     | .211     | .263  |
| 2000     | ロッテ（韓国） | 74    | 322   | 294   | 33    | 89    | 17       | 1        | 11       | 141   | 53    | 4     | 3        | 0     | 1     | 25    | 2     | 2     | 60    | 9        | .303  | .360     | .480     | .840  |
| 2002     | 阪神           | 73    | 248   | 220   | 19    | 50    | 10       | 0        | 7        | 81    | 21    | 1     | 0        | 0     | 1     | 22    | 1     | 5     | 55    | 8        | .227  | .310     | .368     | .679  |
| MLB：3年 | MLB：3年       | 76    | 119   | 116   | 10    | 21    | 5        | 0        | 3        | 35    | 8     | 3     | 0        | 0     | 0     | 2     | 1     | 1     | 28    | 2        | .181  | .202     | .302     | .503  |
| KBO：1年 | KBO：1年       | 74    | 322   | 294   | 33    | 89    | 17       | 1        | 11       | 141   | 53    | 4     | 3        | 0     | 1     | 25    | 2     | 2     | 60    | 9        | .303  | .360     | .480     | .840  |
| NPB：1年 | NPB：1年       | 73    | 248   | 220   | 19    | 50    | 10       | 0        | 7        | 81    | 21    | 1     | 0        | 0     | 1     | 22    | 1     | 5     | 55    | 8        | .227  | .310     | .368     | .679  |

- 表中のロッテ（2000年在籍）は、KBOのロッテジャイアンツ

### 記録
NPB
- 初出場：2002年3月31日、対読売ジャイアンツ2回戦（東京ドーム）、7回表に藤本敦士の代打として出場
- 初打席：同上、7回表に工藤公康から捕邪飛
- 初先発出場：2002年4月2日、対横浜ベイスターズ1回戦（横浜スタジアム）、6番・左翼手として先発出場
- 初安打：同上、1回表に野村弘樹から投手前内野安打
- 初本塁打・初打点：2002年4月3日、対横浜ベイスターズ2回戦（横浜スタジアム）、3回表に稲嶺茂夫から左越ソロ

### 背番号
- 14 （1993年）
- 20 （1995年）
- 25 （1998年 - 同年途中）
- 19 （1998年途中 - 同年終了）
- 42 （2000年）
- 6 （2002年）